# Ellen Angelina
Ellen Angelina (* 30. Juni 1976 in Salatiga) ist eine ehemalige indonesische Badmintonspielerin.

## Karriere
Ellen Angelina gewann 2000 Silber bei den Asienmeisterschaften im Dameneinzel. 1999 wurde sie Zweite bei den Indonesia Open, ein Jahr später gewann sie diese Veranstaltung. Bei den Olympischen Sommerspielen 2000 wurde sie 17. im Einzel.

## Erfolge
| Saison | Veranstaltung           | Disziplin   | Platz | Name           |
| ------ | ----------------------- | ----------- | ----- | -------------- |
| 1994   | German Juniors          | Dameneinzel | 1     | Ellen Angelina |
| 1997   | Malaysia International  | Dameneinzel | 1     | Ellen Angelina |
| 1997   | Indonesia International | Dameneinzel | 1     | Ellen Angelina |
| 1999   | Indonesia Open          | Dameneinzel | 2     | Ellen Angelina |
| 2000   | Asienmeisterschaft      | Dameneinzel | 2     | Ellen Angelina |
| 2001   | Indonesia Open          | Dameneinzel | 1     | Ellen Angelina |